# Holiday Lakes, Texas
Holiday Lakes là một thị trấn thuộc quận Brazoria, tiểu bang Texas, Hoa Kỳ. Năm 2010, dân số của thị trấn này là 1107 người.

## Dân số
- Dân số năm 2000: 1095 người.
- Dân số năm 2010: 1107 người.